# Ждановка
Ждановка (укр. Жданівка рус. Ждановка) град је у Украјини у Доњецкој области. Према процени из 2021. у граду је живело 11.913 становника.
Од 2014. године град је под контролом самопроглашене Доњецке Народне Републике и њихових привремених институција.

## Становништво
Према процени, у граду је 2021. живело 11.913 становника.
| 1979.  | 1989.  | 2001.  | 2012.  |
| ------ | ------ | ------ | ------ |
| 12.833 | 14.433 | 13.688 | 12.500 |